# Новосасикуль
Новосасику́ль (рос. Новосасыкуль, башк. Яңы Һаҫыҡкүл) — присілок у складі Бакалинського району Башкортостану, Росія. Входить до складу Куштіряковської сільської ради.
Населення — 129 осіб (2010; 166 у 2002).
Національний склад:
- татари — 59 %